# Dorfkirche Nitschareuth

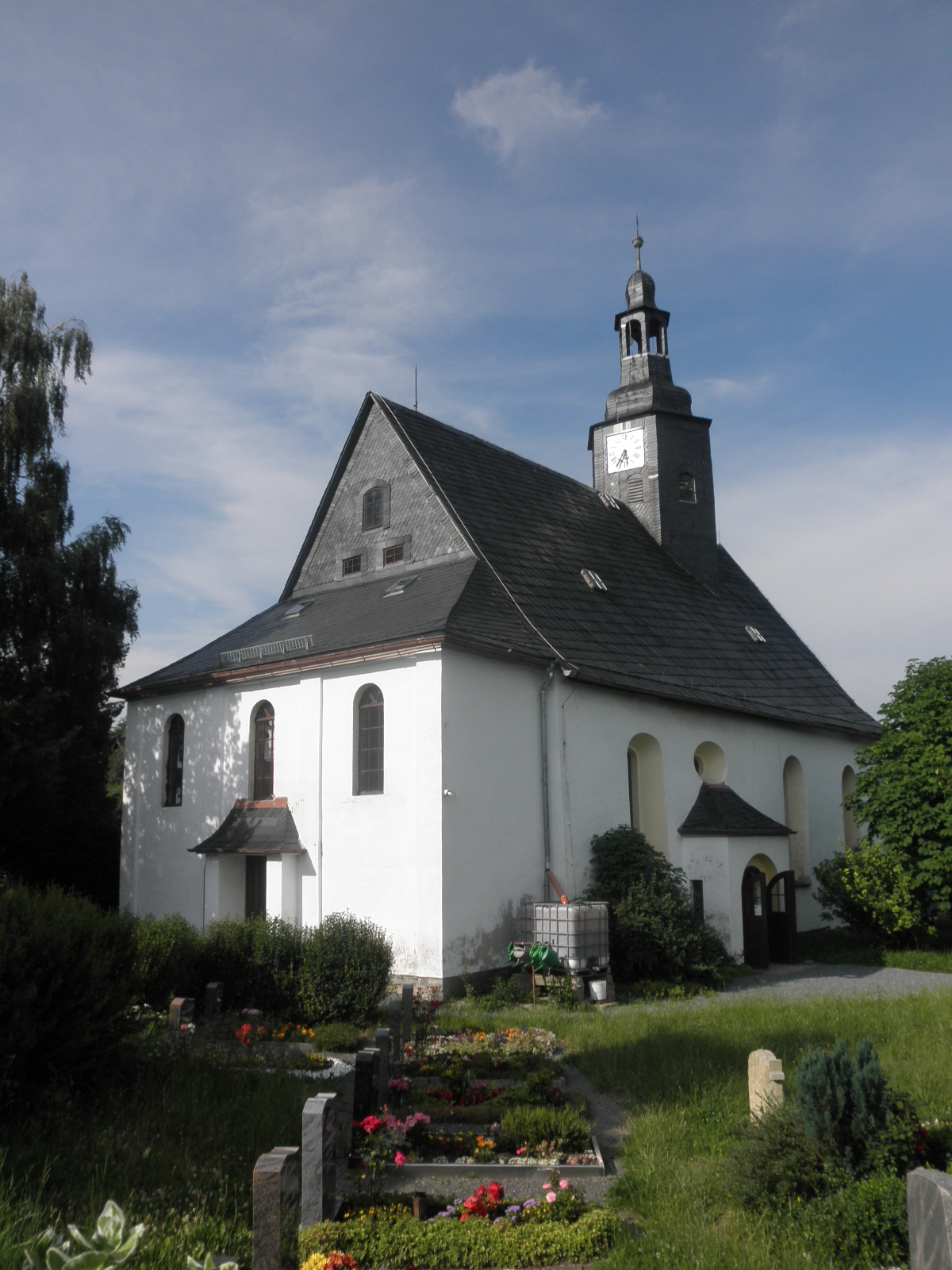
Dorfkirche Nitschareuth

Die evangelisch-lutherische Dorfkirche Nitschareuth steht im Ortsteil Nitschareuth der Gemeinde Langenwetzendorf im Landkreis Greiz in Thüringen.

## Geschichte
Das Baujahr der ursprünglichen Kirche ist nicht bekannt. 1538 wurde erstmals ein Gotteshaus "zu Nitzitzenreuth" urkundlich erwähnt. Für die jetzige Filialkirche wurden die Grundmauern 1658 gesetzt, 10 Jahre nach Ende des Dreißigjährigen Krieges. Langhaus und Chorteil gehen nahtlos ineinander über und werden von einer Balkendecke überspannt. Der kleine Kirchturm mit beschiefertem Achteckgeschoss, Schweifkuppel, Laterne und Kuppelchen ist als Dachreiter aufgesattelt.

## Zur Kirche selbst
Je eine Tür an der Südseite und im westlichen Fachwerkvorbau führt in das Schiff und auf die Emporen. Die Brüstungsfelder der Emporen sind mit christlichen Malereien versehen.
Die Orgel, Taufe und Altar sind einfach in ihrer Gestalt. Farbgebungen haben dies aufgemuntert. Der Altar aus Holz besitzt jedoch ein eindrucksvolles Kruzifix. 
Die barocke Kanzel ist ein Kunstwerk und steht an der Südseite des Schiffs. Sie stammt aus der Schlosskirche zu Rothenthal bei Greiz und wurde 1733 dem Dorf nach der Aufhebung geschenkt.
Der Kirchhof wird weiter genutzt. Auf ihm befindet sich auch ein Grab mit drei am 17. April 1945 beim Einrücken der US-Armee in der Nitschareuther Flur erschossenen Wehrmachtssoldaten.